# Kim Soon-ja
Kim Soon-ja (김순자), née le 6 juillet 1955, est la septième candidate à l'élection présidentielle de 2012 en Corée du Sud. Ancienne candidate du Nouveau parti progressiste (avril 2012), elle se présente à cette occasion en indépendant. Elle est femme de ménage et syndicaliste.
De tendance centriste progressiste, son programme comporte l'introduction d'un congé sabbatique payé, la réduction du temps de travail, le passage du salaire minimum à 10 000 wons de l'heure (env. 7 euros), la suppression des droits d'inscription à l'université, la construction d'une nation pacifique et l'abandon du nucléaire pour 2030.

## Source
- Election présidentielle 2012 : candidats, KBS.